# Гельветы

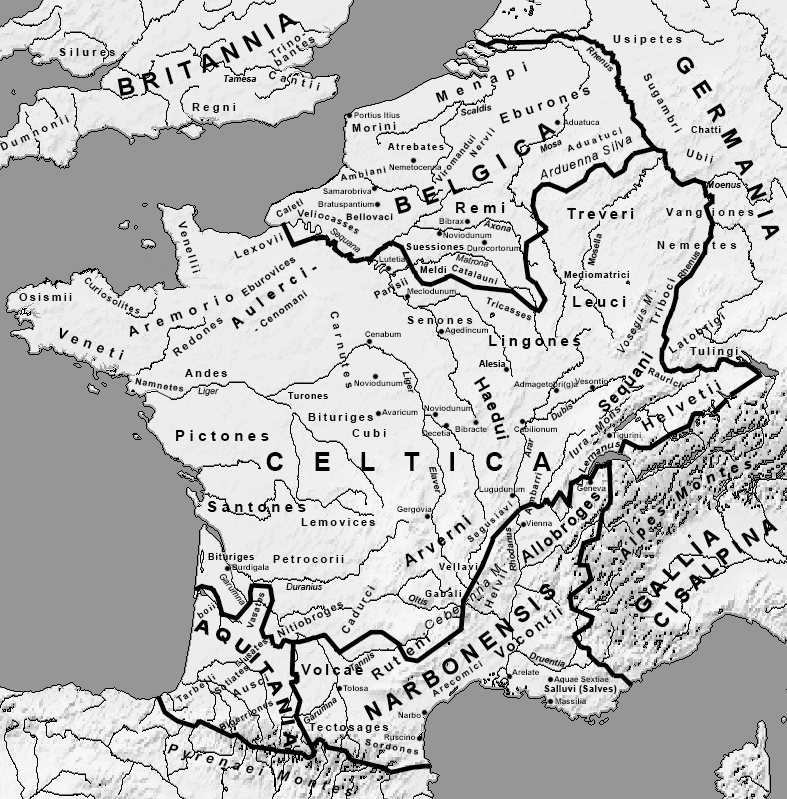
Гельветы на схеме части Европы.

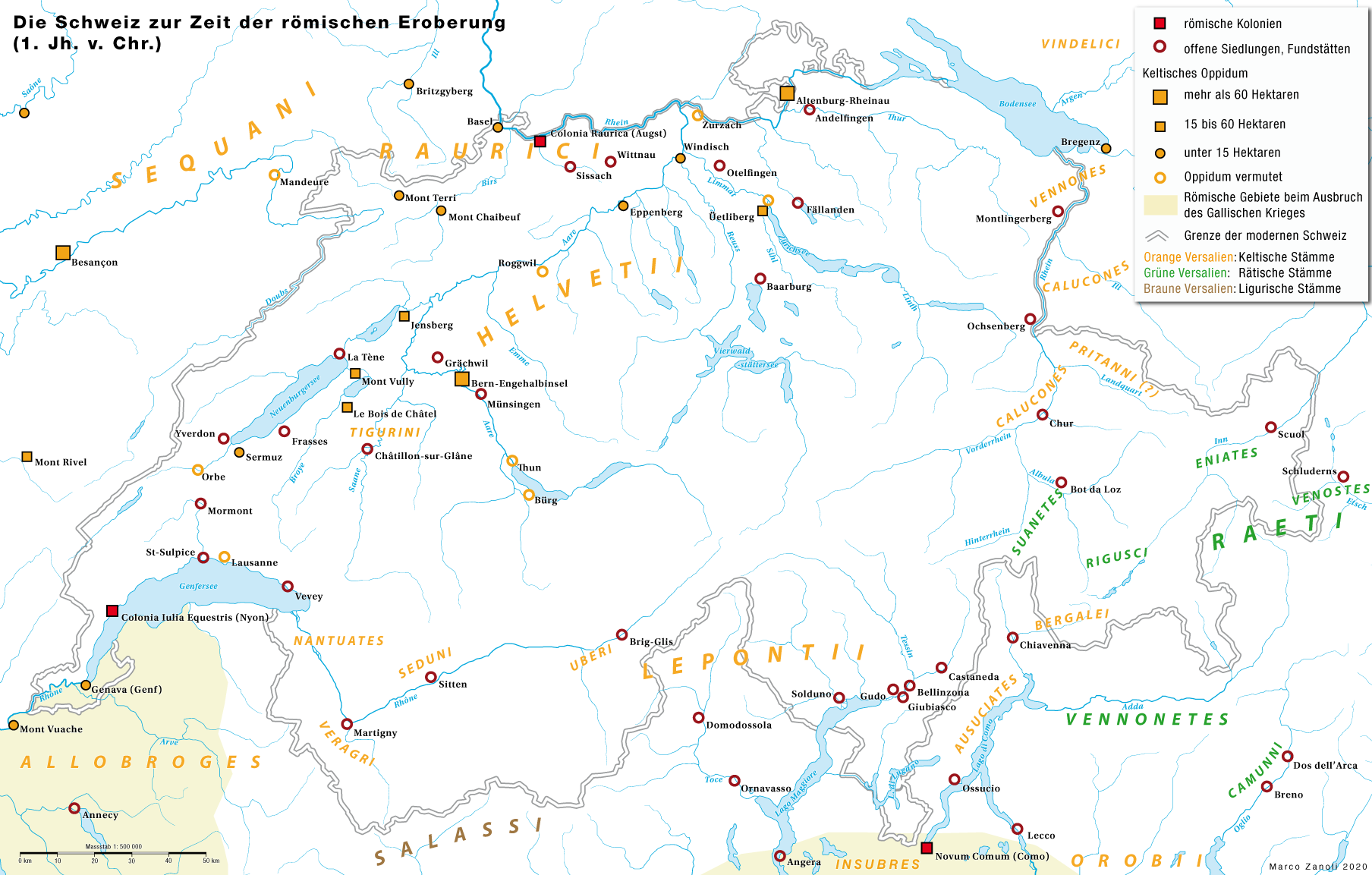
Территория сегодняшней Швейцарии во времена римского завоевания в I веке до нашей эры.

Гельве́ты, Гельветии (лат. Helvetii) — многочисленное кельтское племя населявшее северо-западную часть современной Швейцарии, римляне называли её Гельвецией (лат. Helvetia).
В других источниках указано что Ἑλουήτιοι, кельтское (кельтическое) племя, обитали первоначально на земле между Майном и Некаром до Альп, а в I столетии до н. э. были вытеснены более на юг, и позже жившее в немецкой Швейцарии, и во времена Цезаря жили в области между Юрой (хребтом) и Женевским озером на западе, Боденским озером до самой Ретии на востоке, Роной и Бернскими Альпами на юге и Рейном и Майном на севере. По имени гельветов Швейцарию до сих пор иногда называют Гельвецией.

## История
Гельветы впервые в мировой истории появляются в кимврской войне, когда отряд тигуринцев разбил у Женевского озера древнеримского консула Луция Кассия Лонгина в 107 году до н. э..
Страбон помещает земли гельветов в истоках Рейна по соседству с секванами (границей их владений служат горы Юра).
У гельветов было до 400 селений (vici) и они делились на четыре области (pagi), из которых крупнейшей была деревня Цюрих (pagus Tigurinus).
Первые письменные источники о гельветах относятся ко II веку до нашей эры. В 58 году до н. э. один из гельветских военачальников, Оргеторикс (Оргеториг), задумал поход в Западную Галлию (пытались завоевать южную Галлию), вызвавший большие опасения в Риме и послуживший первым поводом к галльским походам Цезаря.
Гельветы были разбиты Цезарем, и с тех пор их страна (Ager Helvetiorum) постепенно завоевывалась и колонизировалась римлянами,  возникли римские колонии (опорные пункты) Новиодунум — Novidunum (Ньон — н. Nyon), Августа Раурика — Augusta Rauracorum (Аугст — н. Augst), Авентикум — Aventicum (Аванш — н. Avenches), Виндонисса — Windonnissa (Виндиш — н. Windisch), и они стали зависимыми от древнего Рима федератами, а позднее были полностью подчинены Риму, и в качестве союзного Риму племени играли важную роль в обороне близкой северной границы от германцев. 
Край гельветов (Гельветика) сохранил за собою немало прав, но его благосостояние было впоследствии потрясено жестоким наказанием. В 70 году до н. э. гельветский край (Ager Helvetiorum) очень пострадал от римлян, когда гельветы отказались признать Вителлия, провозглашенного на Рейне императором. Это привело к значительной романизации гельветов, а со времён Веспасиана имя гельветов начинает исчезать, и их край (страна), вместе с землями секванов и раураков, образовали римскую провинцию Максима Сегуанорум (Maxima Sequanorum).
В 69 году по н. э. восставшие гельветы были разбиты древними римлянами у Бёзберга.
В V столетии гельветская страна подверглась вторжению алеманнов, а в другом источнике указано, что алеманны, продвигавшиеся в III столетии на юг, некоторое время занимали часть страны гельветов.
Название гельветов сохранилось в латинском варианте названия Швейцарии (лат. Confoederatio Helvetica), также это название встречается в аббревиатуре швейцарской валюты, в автомобильном коде Швейцарии и в названии швейцарского интернет-домена (CH). На почтовых марках Швейцарии также часто используется название Helvetia.